# Isaak Haffner

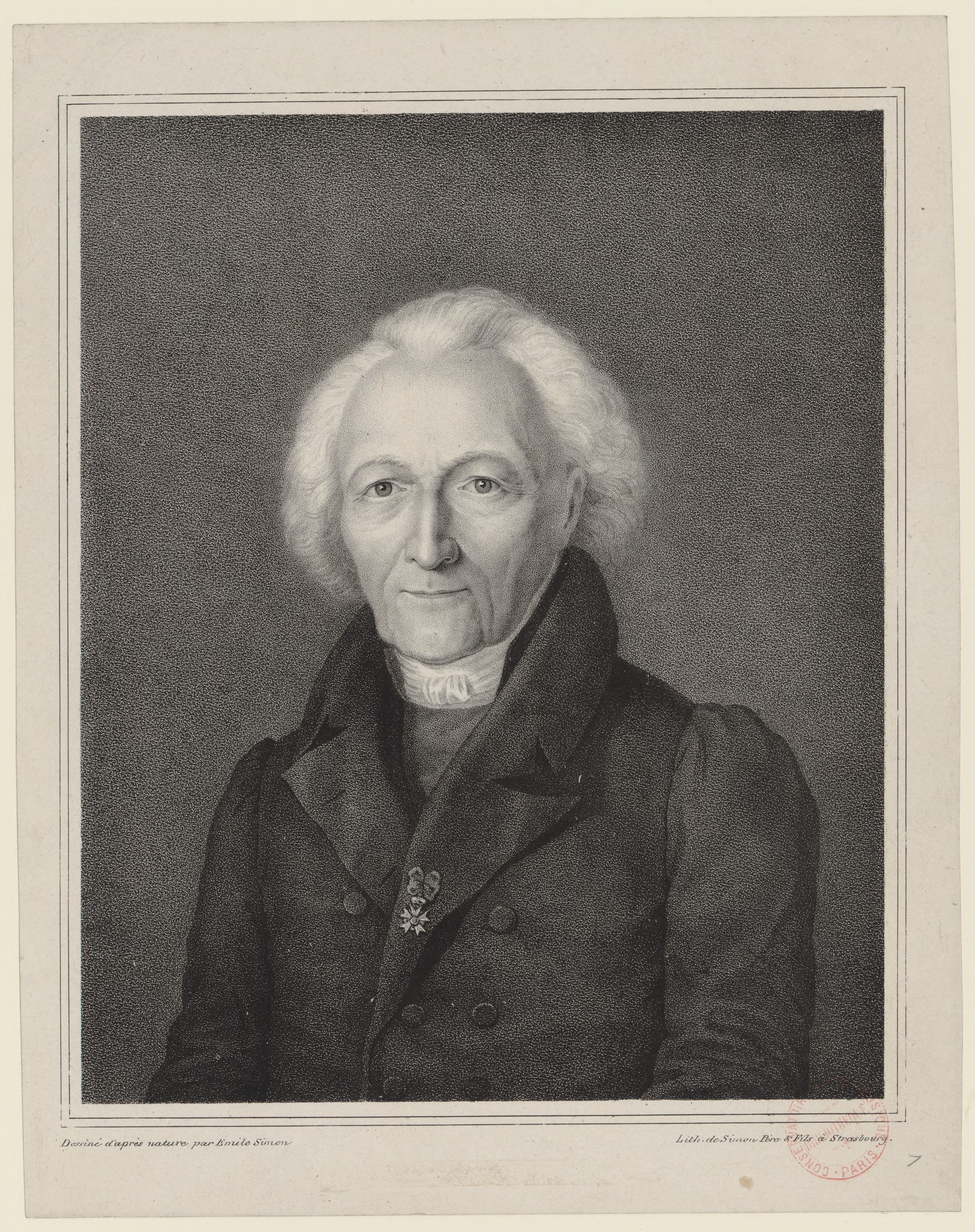
Porträt durch Frédéric-Émile Simon gefertigt

Isaak Haffner (* 2. Dezember 1751 in Straßburg; † 27. Mai 1831 ebenda; auch Isaac) war ein elsässischer Theologe und Hochschullehrer.

## Leben
Haffner studierte an den Universitäten in Straßburg, Göttingen, Leipzig und Paris Theologie. Anschließend ließ er sich in Straßburg nieder, wurde Vikar, dann Pastor an der französischen Nikolaikirche sowie zeitweise Ephorus am Studienstift Sankt Wilhelm. Er arbeitete weiter an seiner akademischen Karriere und wurde 1782 zum Dr. phil., zwei Jahre darauf 1784 zum Dr. theol. promoviert und 1788 zum Privatdozenten ernannt.
In der revolutionären Zeit, 1793, war Haffner mit dem befreundeten Theologen Johann Lorenz Blessig in Straßburg inhaftiert. Nach seiner Freilassung errichtete er 1795 die evangelische Gemeinde dort wieder und wurde 1814 geistlicher Inspektor an der Thomaskirche, 1816 dann Mitglied des Direktoriums der Protestantischen Kirche Augsburgischen Bekenntnisses von Elsass und Lothringen. Zudem war Haffner Vizepräsident der von seinem Freund Blessig – mit dem er diverse Schriften, darunter ein erfolgreiches Gesangbuch herausgab – gegründeten örtlichen Bibelgesellschaft.
1803 erfolgte Haffners Ruf zum Professor an der Protestantischen Akademie ernannt, nach der vollständigen Wiedererrichtung als Theologische Fakultät wurde er dann 1819 deren Dekan. Haffner verfügte über eine Bibliothek mit etwa 30.000 Bänden. 
1821 wurde er mit dem Ritterkreuz der Ehrenlegion ausgezeichnet.

## Werke (Auswahl)
- Ueber die neu projectirte Organisation der protestantischen Kirche, Straßburg, 1790
- De l'éducation littéraire. Essai sur l'organisation d'un établissement pour les hautes sciences, Strasbourg, Libr. Académique, 1792
- Festpredigten, Straßburg, A. König, 1801
- Des secours que l'étude des langues, de l'histoire, de la philosophie, et de la littérature offrent à la théologie, Strasbourg, A. Koenig, 1804